# Jean Perrot (linguiste)
Pour les articles homonymes, voir Jean Perrot et Perrot.
Jean Perrot est un linguiste français né le 23 avril 1925 à Malesherbes et mort le 4 mai 2011 à Paris, spécialiste des langues finno-ougriennes.

## Biographie
Jean Perrot, entré à l'École normale supérieure de la rue d'Ulm en 1946, suit également des cours à l'Institut hongrois de Paris.
Après une thèse de linguistique portant sur le latin et une thèse complémentaire portant sur le hongrois, il devient maître de conférences en linguistique, puis professeur.
Il est à deux reprises directeur de l'Institut de linguistique et phonétique générales et appliquées de l'université Paris III.

## Publications
- Jean Perrot, La Linguistique, Paris, PUF, coll. « Que sais-je ? » (1re éd. 1953) (ISBN 978-2-13-042772-8, présentation en ligne).
- Jean Perrot, Études de linguistique finno-ougrienne, Leuven/Paris, Peeters), coll. « Linguistique (Société de linguistique de Paris », 2005, 286 p. (ISBN 90-429-1581-1)

## Distinctions
- Officier de l'ordre national du Mérite
- Commandeur de l'ordre des Palmes académiques
- Chevalier de l'ordre de la Rose blanche